# Межигорская улица
Межи́горская у́лица — улица в Подольском районе города Киева, местности Подол, Плоское. Пролегает от Контрактовой площади до Заводской улицы.
Примыкают улицы Григория Сковороды, Спасская, Хорива, Верхний и Нижний Вал, Ярославская, Щекавицкая, Щекавицкая площадь, улицы Введенская, Оболонская, Юрковская, Еленовская и Набережно-Луговая.

## История
Известна со второй половины XVIII века, хотя дорогу из города на оболонские пастбища, по очертаниям подобную Межигорской улице, можно найти и на значительно более старых картах. Имела название Константиновская. Название Межигорская получила в 1869 году. В 1919—1941 годах — улица Переца, в честь еврейского писателя Ицхока Переца. Современное название восстановлено в 1944 году.
От начала и до конца пролегает на равнинной местности, поэтому может удивить название «Межигорская». Пояснение заключается в существовании казацкого подворья (предназначение которого подобно гостиному двору), принадлежавшего очень влиятельному Межигорскому монастырю.

### Инфраструктура и памятники
Улица берёт начало с главной площади Подола, поэтому её история много в чём связана с контрактовыми ярмарками, здание № 1 на ней — это знаменитый Контрактовый дом.
До 1930-х существовал Воскресенский храм (находился на пересечении Межигорской и Спасской улиц; ныне разрушен), к приходу которого относились жители улицы.
Улица отчётливо делится на две части. Первая — собственно Подольская, находящаяся поблизости от Контрактовой площади, там жили зажиточные мещане. Вторая — за Валами, на ней проживали рабочие. Это сильно отразилось на архитектуре района. Теперь плосковская часть улицы имеет более современную застройку (сталинки, хрущёвки, дома 1990-х годов), чем первая, которая в целом сохранила вид XIX века, с чем собственно ассоциируется Подол.
Уже более ста лет по улице пролегает часть трамвайного маршрута (на Куренёвку и Пущу-Водицу). В 1970-е вдоль неё под землёй проложен участок Оболонско-Теремковской линии метрополитена.

## Транспорт
- Станция метро «Контрактовая площадь»
- Станция метро «Тараса Шевченко»
- Автобус 72
- Трамваи 11, 12, 16, 19